# Five Spot

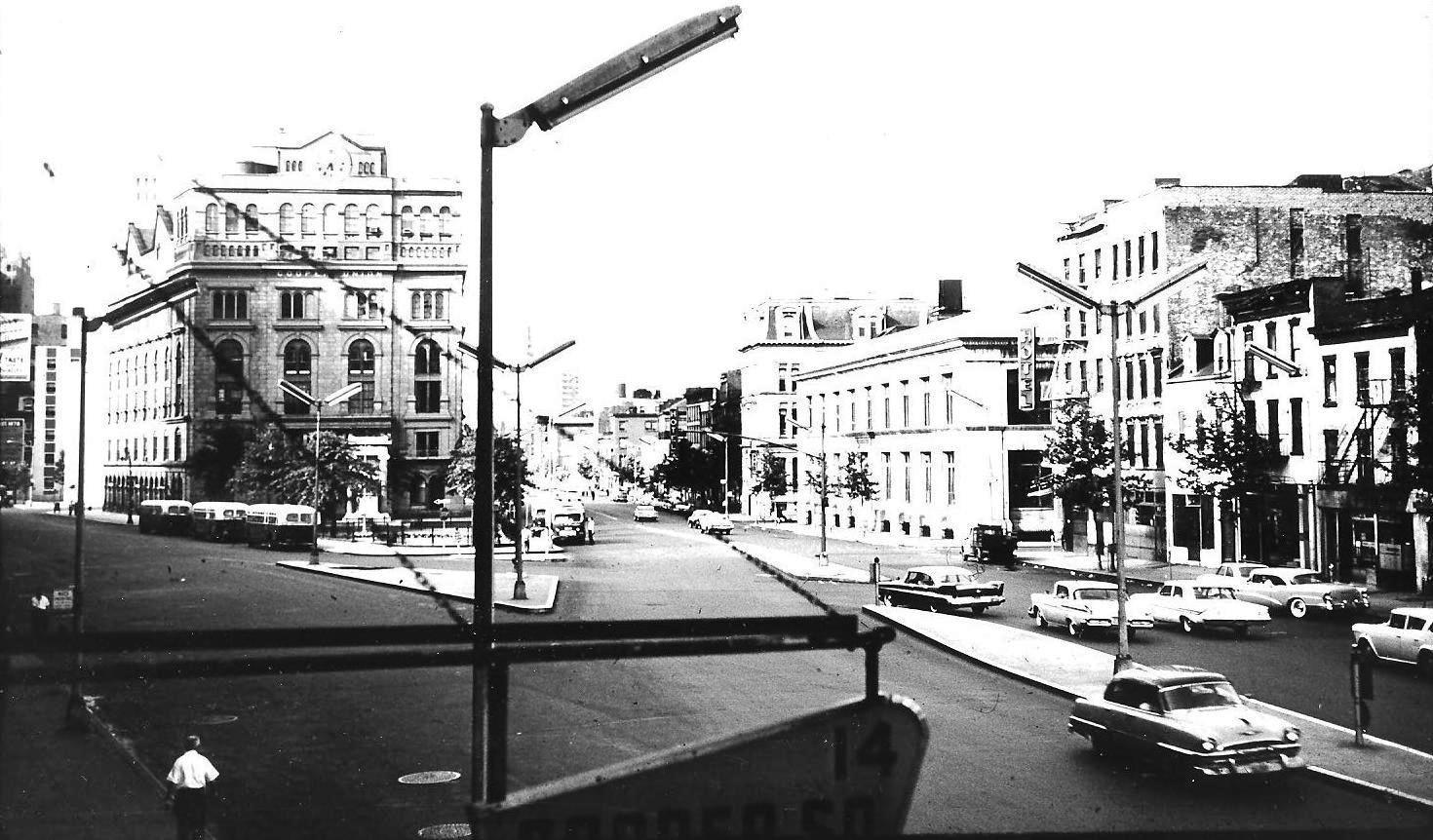
Cooper Square em 1957.

Five Spot, ou Five Spot Café, foi um célebre clube de jazz fundado em 1956, na Cooper Square, vizinhança de Bowery, Manhattan, Nova Iorque. Conquistou notoriedade por ter dado lugar a momentos históricos do jazz, abrigando shows de nomes como John Coltrane, Thelonious Monk e Ornette Coleman durante as décadas de 1950 e 1960. Foi palco, ainda, para várias gravações de álbuns ao vivo de artistas como Kenny Burrell, Eric Dolphy e Pepper Adams.